# Mino Denti
Giacomino Denti, detto Mino (Soncino, 5 febbraio 1945), è un ex ciclista su strada italiano, campione del mondo 1965 nella specialità della cronometro a squadre.

## Carriera
Dotato di buone capacità di cronoman, fece parte più volte della rappresentativa italiana per la cronometro a squadre (riservata alla categoria dilettanti) ai campionati del mondo su strada, riuscendo ad ottenere la vittoria nel 1965 ed un terzo posto nel 1966. Sempre nel 1966 vinse la prestigiosa corsa a tappe francese Tour de l'Avenir, grazie ad una grande regolarità nel corso delle dodici tappe.
Passato professionista nel 1967, fece subito bene ottenendo alcuni piazzamenti in corse minori ma soprattutto giungendo settimo nella classifica finale del Tour de Romandie e prendendo parte al Giro d'Italia; l'anno seguente la stagione fu meno soddisfacente con un solo risultato importante, il settimo posto nel Trofeo Laigueglia, partecipando però sia al Tour de France (61º in classifica generale) che alla Vuelta a España (abbandono).
Il 1969 fu l'anno migliore, con ottimi piazzamenti nelle classiche italiane, due sesti posti rispettivamente al Giro dell'Emilia ed alla Coppa Sabatini e due settimi posti al Giro dell'Appennino e nel Trofeo Baracchi, quest'ultimo in coppia con Emilio Casalini. Ottenne anche il primo ed unico successo tra i pro, il 21 settembre al prestigioso Giro del Veneto, precedendo Michele Dancelli e Giancarlo Polidori.
Nel 1970 non conseguì successi o piazzamenti di rilievo; una grave caduta alla sesta tappa al Giro d'Italia lo costrinse quindi al ritiro definitivo dell'attività agonistica. Dal 1971 al 1983 fu direttore sportivo nelle categorie dilettanti con oltre 400 vittorie; tra i corridori da lui diretti vi fu, tra gli altri, Roberto Visentini, campione del mondo Under-19 nel 1975 e poi vincitore tra i professionisti del Giro d'Italia 1986.

## Palmarès
- 1963 (allievi)

Trofeo Amedeo Guizzi
- 1964 (allievi)

Campionato italiano allievi
- 1965 (dilettanti)

Campionato mondiale, cronometro a squadre (con Luciano Dalla Bona, Pietro Guerra e Giuseppe Soldi)
Trofeo Alcide De Gasperi
Coppa Ferrari a Crema
Grand Prix des Gentlemen a Salò
Circuito di Bedizzole
Circuito di Castelvetro
Circuito di San Colombano a Lambro
Circuito di Castelvetro
- 1966 (dilettanti)

Classifica generale Tour de l'Avenir
Cronosquadre di San Colombano (con Luciano Dalla Bona, Pietro Guerra e Attilio Benfatto)
Campionato Lombardo Cronosquadre (con Verginiani e Poli)
4ª tappa Giro dell'Antica Romagna
Circuito del Piave
Circuito di Gaeto Mare
- 1969 (Scic, una vittoria)

Giro del Veneto

## Piazzamenti

### Grandi Giri
- Giro d'Italia

1967: 53º
1970: ritirato (6ª tappa)
- Tour de France

1968: 61º
- Vuelta a España

1968: ritirato

### Competizioni mondiali
- Campionati del mondo

Lasarte-Oria 1965 - Cronometro a squadre Dilettanti: vincitore
Nürburgring 1966 - Cronometro a squadre Dilettanti: 3º